# Bromelina
Bromelina är ett släkte av spindlar. Bromelina ingår i familjen spökspindlar.
Kladogram enligt Catalogue of Life:
| Bromelina | \| \| Bromelina kochalkai \| \| \| \| \| \| Bromelina oliola \| \| \| \| \| \| Bromelina zuniala \| \| \| \| |
|           | \| \| Bromelina kochalkai \| \| \| \| \| \| Bromelina oliola \| \| \| \| \| \| Bromelina zuniala \| \| \| \| |
|           | Bromelina kochalkai                                                                                          |
|           | |
|           | Bromelina oliola                                                                                             |
|           | |
|           | Bromelina zuniala                                                                                            |
|           | |